# Davidiella craterispermi
Davidiella craterispermi är en svampart som först beskrevs av Clifford George Hansford, och fick sitt nu gällande namn av Aptroot 2006. Davidiella craterispermi ingår i släktet Davidiella och familjen Davidiellaceae.   Inga underarter finns listade i Catalogue of Life.